# شنیه
شنیه (به مجاری:  Sénye) یک منطقهٔ مسکونی در مجارستان است که در ناحیه زالاسنت‌گروت واقع شده‌است.